# TrES-1b
TrES-1b es un planeta extrasolar, que orbita la estrella GSC 02652-01324 en la constelación de Lyra. Se encuentra a unos 500 años luz de la Tierra.
Debido a su masa y radio el planeta muy posiblemente sea un Planeta joviano, con una composición similar a la de Júpiter. Posee una temperatura superficial de unos 1060 K, debido a su gran proximidad con su estrella (se encuentra a sólo un 4% de la distancia que hay entre la Tierra y el Sol), por lo que se lo clasifica como un Júpiter caliente.
Fue descubierto el 24 de agosto de 2004, gracias al grupo de astrónomos Roi Alonso, Juan Antonio Belmonte y Hans Deeg del Instituto de Astrofísica de Canarias, mediante observaciones desde el observatorio de Las Cañadas del Teide, en Tenerife, España. Se usó el método de tránsitos, un método indirecto consistente en medir la luz que emite una estrella y estudiarla luego en busca de objetos que se atraviesen entre el punto de luz y el observador (provocando disminuciones en la intensidad de la luz de la estrella que llega hasta la Tierra). Gracias a este método no sólo puede saberse la existencia de cuerpos celestes, siempre que se encuentren en un plano orbital aproximado a la línea de visión desde la Tierra, sino que además puede obtenerse información sobre su composición, atmósfera, etc. Este planeta fue descubierto con un telescopio de tan solo 10 cm de diámetro, siendo el planeta extrasolar descubierto con un telescopio más pequeño hasta la fecha (agosto de 2005). Además, ha sido el primer planeta con una estrella brillante descubierto
mediante el método de tránsitos, lo cual ha convertido el TrES-1 en uno de los planetas extrasolares mejor conocidos en la actualidad. 
El 22 de marzo de 2005 NASA publicó observaciones de este objeto por parte del telescopio espacial Spitzer determinando su albedo, 0,3 y su temperatura, algo que no se había realizado hasta la fecha.